# …tobě, tebe, ti
…tobě, tebe, ti je třetí studiové album Hany Zagorové nahrané v Studio Dejvice. Album vyšlo roku 1979. Hudební aranžmá vytvořil Karel Vágner se svým orchestrem, Bezinky a Taneční orchestr Čs. rozhlasu.

## Seznam skladeb
| …tobě, tebe, ti | …tobě, tebe, ti                                            | …tobě, tebe, ti |
| Pořadí          | Název                                                      | Délka           |
| --------------- | ---------------------------------------------------------- | --------------- |
| 1.              | Melodram (Vítězslav Hádl, Hana Zagorová)                   | 04:24           |
| 2.              | Zdá se (Vítězslav Hádl, Hana Zagorová)                     | 03:09           |
| 3.              | Snad nezapomněl (Bohuslav Ondráček, Miroslav Černý)        | 03:28           |
| 4.              | Hani, nebuď jak malinká (Vladimír Popelka, Pavel Vrba)     | 03:19           |
| 5.              | Nevím (Karel Svoboda, Zdeněk Borovec)                      | 04:02           |
| 6.              | Hany (Honey) (Robert L. Russell, Hana Zagorová)            | 05:02           |
| 7.              | Baron Prášil (Bohuslav Ondráček, Michael Prostějovský)     | 02:24           |
| 8.              | Závrať (Peter Hanzely, Pavel Žák)                          | 03:20           |
| 9.              | Na pátou ranvej (Vítězslav Hádl, Petr Markov)              | 03:45           |
| 10.             | Tam, kam sokoli létají (Bohuslav Ondráček, Miroslav Černý) | 02:03           |
| 11.             | Kapky (Pavel Žák, Pavel Žák)                               | 05:00           |
| Celková délka:  | Celková délka:                                             | 43:05           |